# Kerk van Sellingen
De kerk van Sellingen is een vroeggotisch kerkgebouw in het dorp Sellingen in de gemeente Westerwolde in Oost-Groningen, die gebouwd is omstreeks 1300.

## Beschrijving
De kerk (of een voorganger van het huidige gebouw) komt echter al voor op de aanvulling op een lijst van kerken van de Abdij van Corvey, die in de dertiende eeuw is opgetekend. In de twintiger jaren van de 20e eeuw werden laatgotische schilderingen in de kerk ontdekt, onder meer afbeeldingen van Sint-Christoffel en Sint-Margareta. Opmerkelijk is dat de schilderingen gesigneerd zijn, wat niet gebruikelijk was in die tijd, met 'broeder Jan van Aken' en 'Johannes'.
Het dak van de kerk bestaat deels uit holle en bolle dakpannen, ook monniken en nonnen genoemd. De dakruiter is in 1858 op de kerk aangebracht. Eerder had de kerk een vrijstaande klokkenstoel. De luidklok is na de Tweede Wereldoorlog geplaatst als vervanging van een door de Duitse bezetters  geroofde klok. Vandaar de inscriptie: "Deze klok is gegoten ter vervanging der geroofde klok". Deze klok is in 2019 vervangen door de huidige luidklok. De doopvont dateert, net als de schilderingen, uit de 15e eeuw. De preekstoel is halverwege de 17e eeuw gemaakt, komt uit Scharmer en is pas in de 19e eeuw in de Sellinger kerk geplaatst. Het kerkorgel werd in 1952 gebouwd door de orgelbouwersfirma Gebr. Van Vulpen.